# Alfred Zintgraff
Alfred Zintgraff (* 3. Mai 1878 in Düsseldorf; † 12. Februar 1944 in Garmisch-Partenkirchen) war ein deutscher Diplomat.

## Leben
Alfred Zintgraff war der jüngere Bruder des Afrikaforschers Eugen Zintgraff. Zintgraff studierte Rechtswissenschaft und wurde zum Dr. jur. promoviert. Zintgraff war Mitglied des Corps Hasso-Nassovia und des Corps Rhenania Bonn. Im Juni 1906 war Zintgraff im Protektorat Britisch-Ostafrika in Mombasa akkreditiert.
Am 10. Februar 1908 schrieb Geschäftsträger Zintgraff nach einer Audienz bei Menelik II. in einem Telegramm:

„… der Negus … äußerte ganz vertraulich nach Entfernung des gewöhnlichen Gefolges, dass er es mit Dank anerkennen würde, wenn es der deutschen Regierung möglich sein würde, ihm zu seinem beabsichtigten Reformwerk eine als Ratgeber geeignete unparteiische Persönlichkeit zu benennen. Er lege vor allem Wert darauf, dass diese Persönlichkeit in der Lage sei, in juridischen und verwaltungstechnischen Fragen ihm ratend und helfend zur Seite zu stehen“

Vom deutschen Außenministerium wurde niemand vorgeschlagen. Menelik II. bat schließlich Zintgraff darum, sein Ratgeber zu werden. Zintgraff wurde vom auswärtigen Dienst beurlaubt und Nachfolger des 1907 abgereisten Staatsrats Alfred Ilg als Minister von Menelik II.
Menelik II. erkrankte im Herbst 1909 und Kaiserin T'aytu, die zunächst die Berufung Zintgraffs befürwortet hatte, wandte sich, nachdem der Arzt Max Steinkühler festgestellt hatte, dass sie ihren Mann traditionell mit Zyankali medikamentiert, auch gegen Zintgraff, was zu Zintgraffs Abberufung führte.
Im Rahmen einer Auseinandersetzung von Willy von Roy mit Albrecht von Rechenberg um die Kolonialpolitik des Deutschen Reichs in Deutsch-Ostafrika berief von Roy Zintgraff 1911 zum Herausgeber der Deutsch-Ostafrikanische Zeitung. In dieser Funktion gründete Zintgraff die Deutsch-Ostafrikanische Zeitungs G.m.b.H., die bis 1916 bestand.
Zum revisionistischen Werk von Heinrich Schnee, Zehn Jahre Versailles 1919–1929 anlässlich der politischen Auseinandersetzung um den Young-Plan 1929, steuerte Regierungsrat a. D. Zintgraff den Beitrag Die koloniale Schuldlüge bei.
Zintgraff wurde während des Nationalsozialismus zum ordentlichen Honorarprofessor und Leiter der Auslandsabteilung der Universität Heidelberg reaktiviert. Alfred Zintgraff wurde mit seinem NSDAP-Parteigenossen und SS-Mitglied Eugen Fehrle  Kurator der Josefine and Eduard von Portheim Stiftung in Heidelberg und stellte die Artefakte der ethnografischen Sammlung als Belege für imperiale Ansprüche des Deutschen Reichs und die angebliche Überlegenheit des deutschen Wesens aus.
1938 gab Zintgraff mit SS-Oberscharführer Wilhelm Classen die Beiträge zur auslandskundlichen und außenpolitischen Schulung der Kameradschaften des NSDStB heraus.
Zintgraff schied 1939 krankheitsbedingt aus dem Kuratorium der Portland-Stiftung aus und stellte Ruhestandsforderungen an die Stiftung, welche die sonstigen Stiftungsaktivitäten reduzierten, woraufhin seine Nachfolger im Kuratorium das Institut für Kristallforschung liquidierten.